# Calle Fruela
La calle Fruela es una vía pública de la ciudad española de Oviedo.

## Descripción

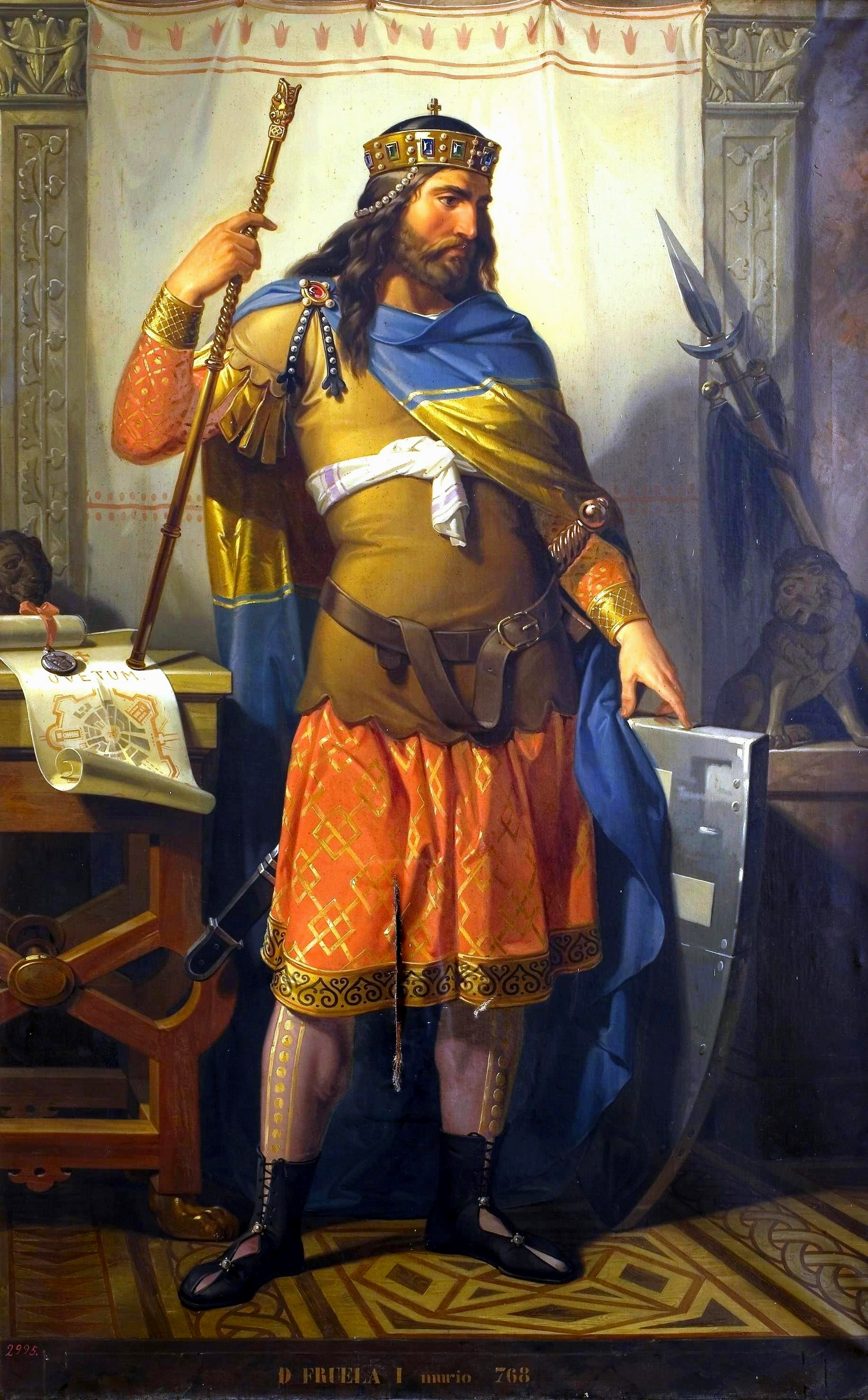
Fruela I, monarca que da nombre a la calle

La calle, que se abrió en el último cuarto del siglo XX y recibió título en 1880, discurre desde la confluencia de la calle Rosal con Pozos hasta el punto en el que se encuentran Marqués de Santa Cruz y la plaza de la Escandalera, en el que conecta con Uría. A la altura en la que está sita la Junta General del Principado de Asturias, tiene cruce con la calle Principado. Honra con el nombre a Fruela I (722-768), rey de Asturias desde 757 hasta su muerte.
Aparece descrita en El libro de Oviedo (1887) de Fermín Canella y Secades con las siguientes palabras:

Fruela I.—Nueva calle abierta para poner en comunicación la de Uría con la plaza y centro de la población. Por acuerdo municipal de 1880 lleva el nombre del rey poblador de Oviedo.—Ent.: Jesús.—Conc.: 27 de Marzo.
(Canella y Secades, 1887, p. 112)

Tiene sede en la calle el Banco Herrero, en un edificio construido con arreglo a los planos del arquitecto Manuel del Busto.